# Базаров, Иван Иванович
Иоанн Иоаннович Базаров (1819—1895) — православный священнослужитель, протоиерей, церковный писатель, духовник вюртембергской королевы Ольги Николаевны, дочери Николая I.

## Биография
Родился 21 июня (3 июля) 1819 года в Туле, где его отец Иоанн Григорьевич Базаров был протоиереем и преподавателем философии в Тульской духовной семинарии, в которой затем учился Иоанн Иоаннович.
После окончания семинарии в 1839 году он поступил в Петербургскую духовную академию, которую закончил в 1843 году. Получил степень магистра, защитив диссертацию по теме: «О Церкви Англиканской, сходстве её с Православной и различиях от неё». Стал преподавать словесность в Петербургской духовной семинарии.
В 1844 году был рукоположён в священники русской церкви во Франкфурте-на-Майне и затем откомандирован в Висбаден духовником при великой княгине Елизавете Михайловне, вскоре скончавшейся (в начале 1845 года) при родах. В том же году Святейший Синод возвел отца Иоанна в магистры богословия. В 1851 году состоялся его перевод в Штутгарт, согласно желанию великой княгини Ольги Николаевны (тогда ещё наследной принцессы вюртембергской), которая хотела видеть его своим духовником. После возведения в 1853 году в сан протоиерея он стал настоятелем русской придворной церкви в Штутгарте. Живя за границей, о. Иоанн своими многочисленными трудами немало содействовал распространению в среде западного духовенства точных сведений о Русской православной церкви.

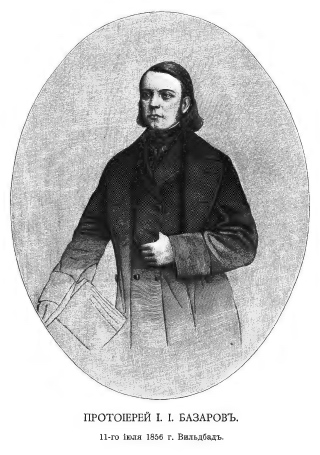

Помимо трудов на иностранных языках, о. Иоанн напечатал много сочинений и на русском языке. В 1857 году в Карлсруэ напечатаны «Сказания, заимствованные из священных книг Ветхого и Нового Завета». По просьбе известного миссионера и пиетиста Х. Г. Барта Базаров перевёл его книгу на русский язык под названием «Библейская история в кратких сказаниях». Несколько десятков лет она служила учебником, выдержала более 30 изданий и разошлась в количестве свыше миллиона экземпляров. Этой книге была присуждена золотая медаль им. графа Киселёва.
дальнейшие издания, под заглавием: «Библейская история» выходили в России (последнее — 24-е, СПб., 1888); «Джунковский» («Православное обозрение», 1866 год, № 4); «Энциклика Джунковского против Рима» (СПб., 1867, перевод с французского) и др.
Вёл переписку со многими русскими писателями и общественными деятелями: В. А. Жуковским, Н. В. Гоголем, кн. П. П. Вяземским, а также с государственным канцлером А. М. Горчаковым и В. П. Титовым — писателем, бывшим посланником и наставником-наблюдателем наследника Николая Александровича. О знакомстве с такими выдающимися людьми о. Иоанн оставил воспоминания, среди них особенно ценны описание последних дней жизни Жуковского и впечатления от встреч с его женой. О. Иоанн переписывался и с иностранными корреспондентами: богословом из Тюбингена и епископом Роттенбургским К. Й. Гефеле, бароном А. фон Гакстгаузеном и другими.
О. Иоанн Иоаннович Базаров умер в 1895 году в Штутгарте и был похоронен на церковном кладбище в Висбадене, рядом с супругой.
Его сын, Александр Иванович Базаров (1845—1907), стал известным химиком и ботаником.

## Сочинения
- Базаров И. И. Последние дни жизни Жуковского. — СПб., 1852. — 12 с.
- Базаров И. И. Воспоминания о В. А. Жуковском. — СПб., 1853.
- Базаров И. И. Сказания, заимствованные из священных книг Ветхого и Нового Завета. — Карлсруэ, 1854.
- «Ueber kirchliche Sitten und Gebrauche in Russland» (в «Frankfurter Kathol. Kirchenblatt», 1855 год)
- «Panchis (греч.) oder Ordnung der Gebete fur die Verstorbenen» (Штутгарт, 1855)
- «Die Ehe nach der Lehre und dem Ritus der Orthodoxen russ. Kirche» (Карлсруэ, 1857; переведено на английский язык Биеррингом в Нью-Йорке)
- О христианском воспитании. — СПб.: тип. Имп. Акад. наук, 1857. — 60 с.
- «Die russ. orthodoxe Kirche» (Штутгарт, 1873)
- Ответы веры и знания на вопросы неверия и неведения. — Berlin: B. Behr's buch (E. Bock), 1873. — 122 с.
- Базаров И. И. Библейская история в кратких сказаниях. — Карлсруэ, 1859.
- О христианском воспитании. — Карлсруэ: Придвор. тип. В. Гаспера, 1860. — [2], 71 с.
- Совершеннолетие девицы. — СПб.: печатня В.И. Головина, 1871. — 39 с.
- Христианские убеждения верующего. — Штутгарт: Придвор. тип. Гуттенберг (К. Грюнингер), 1877. — IV, [2], 257 с.
- Воспоминания протоиерея И. И. Базарова // Русская старина : журнал. — СПб.: Тип. т-ва «Общественная польза», 1901. — Т. 106, № 4 (апрель). — С. 53—75.
- Воспоминания протоиерея И. И. Базарова // Русская старина : журнал. — СПб.: Тип. т-ва «Общественная польза», 1901. — Т. 106, № 5 (май). — С. 277—306.